# Sercotel Hotel Group
Sercotel es una cadena de hoteles referente, dedicada a la gestión y a la operación hotelera. Cuenta con un porfolio de más de 100 hoteles urbanos de tres y cuatro estrellas en España y Andorra. Actualmente, la compañía la impulsa un equipo de profesionales diverso y apasionado, que trabaja en base al propósito de dar lo mejor de sí mismos para sacar la mejor versión de sus clientes y de la sociedad. 
La sede central de Sercotel está ubicada en Barcelona. Cuenta también con oficinas en Madrid, donde se centra el área comercial, y delegaciones comerciales en Bilbao, Sevilla y Valencia. 

## Historia
Sercotel nace en Barcelona el 3 de enero de 1994, de la mano de varios socios fundadores. En sus inicios, la función principal de la empresa (por aquel entonces Sercotel Hotels) era la de cubrir las necesidades comerciales de los hoteles independientes que no podían competir con las grandes cadenas hoteleras.
Es una compañía perteneciente al Grupo Corporativo Landon y dirigida por José Rodríguez Pousa, que se dedica a la operación hotelera. Tiene más de 100 hoteles en distintas modalidades de gestión, arrendamiento y franquicia.

## Etimología
Sercotel es un acrónimo que proviene de Servicios Comerciales Hoteleros.